# Liste des dirigeants actuels des districts de l'Eswatini
Cette page dresse la liste des dirigeants des quatre districts de l'Eswatini.

## Administrateurs régionaux
| District   | Nom               | Depuis (le)   |
| ---------- | ----------------- | ------------- |
| Hhohho     | Prince Tsandzile  | Novembre 2013 |
| Lubombo    | Themba Msibi      | Novembre 2013 |
| Manzini    | Chef Gija Dlamini | Novembre 2013 |
| Shiselweni | Peter Mamba       | Novembre 2013 |